# Echium rauwolfii
Echium rauwolfii är en strävbladig växtart som beskrevs av Del. Echium rauwolfii ingår i släktet snokörter, och familjen strävbladiga växter. Inga underarter finns listade i Catalogue of Life.

## Bildgalleri

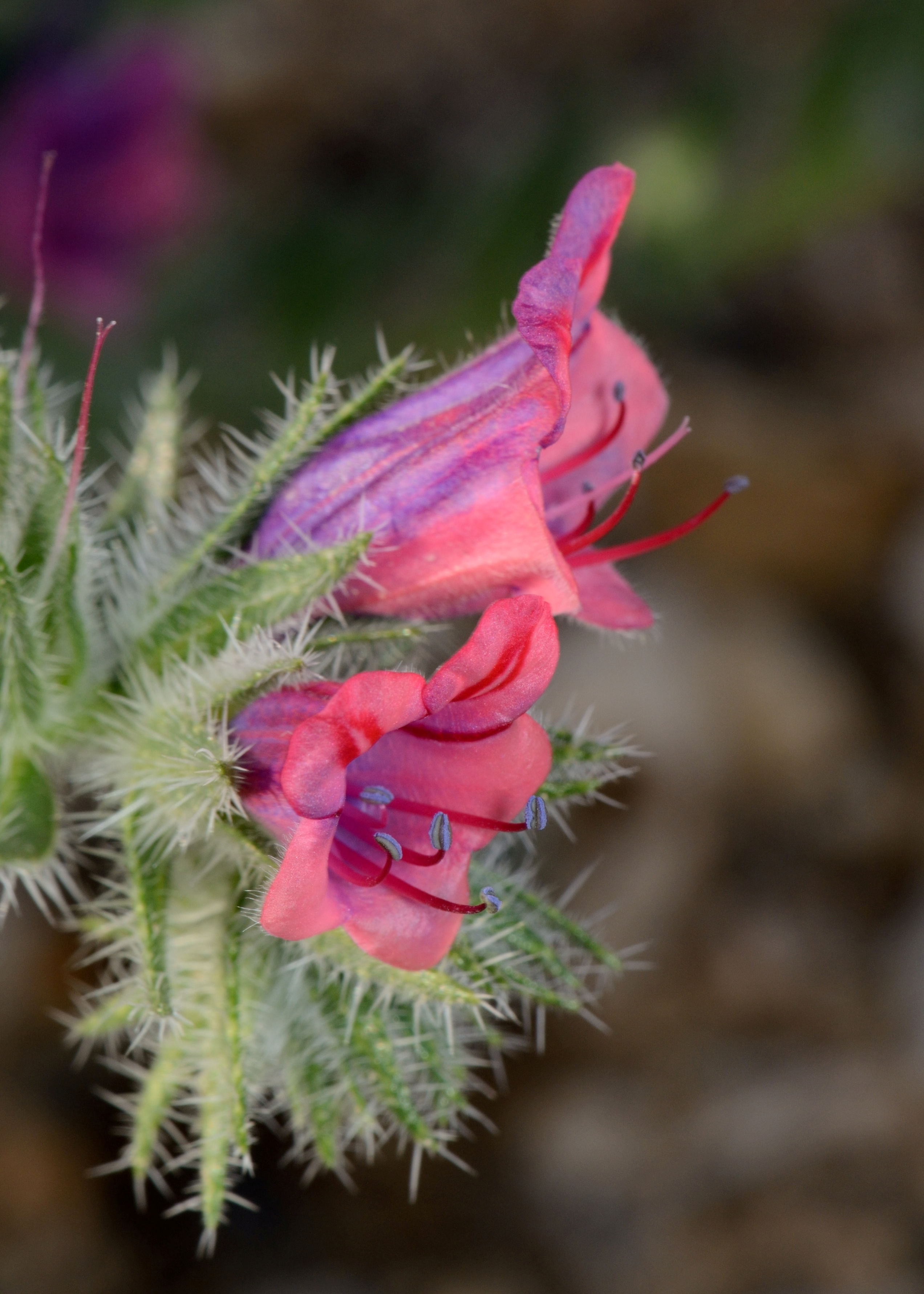
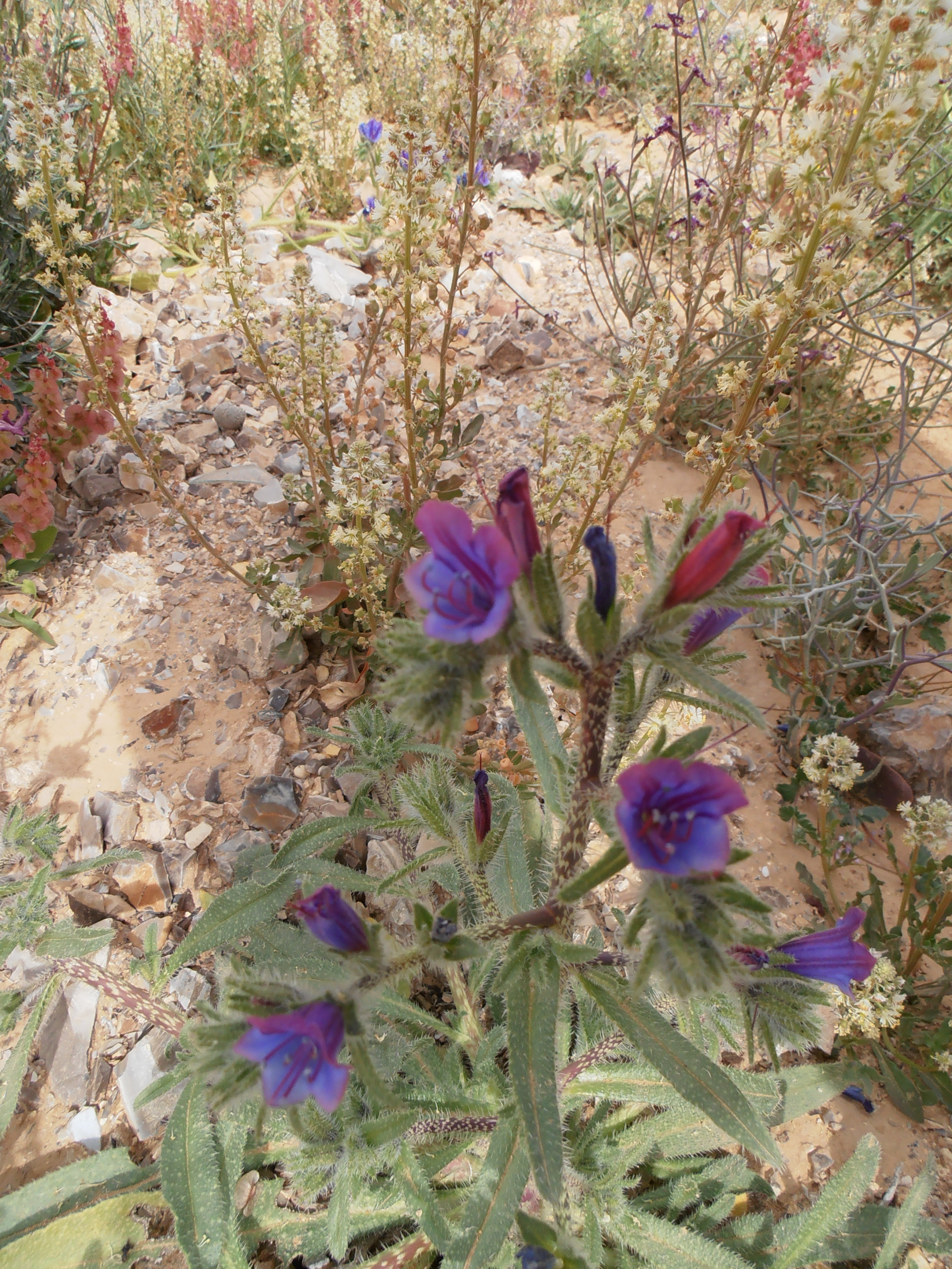